# Lade
Lade é um porto de Mileto onde em 494 a. C. se travou a Batalha de Lade entre Jônios e Persas.